# Die Frösche

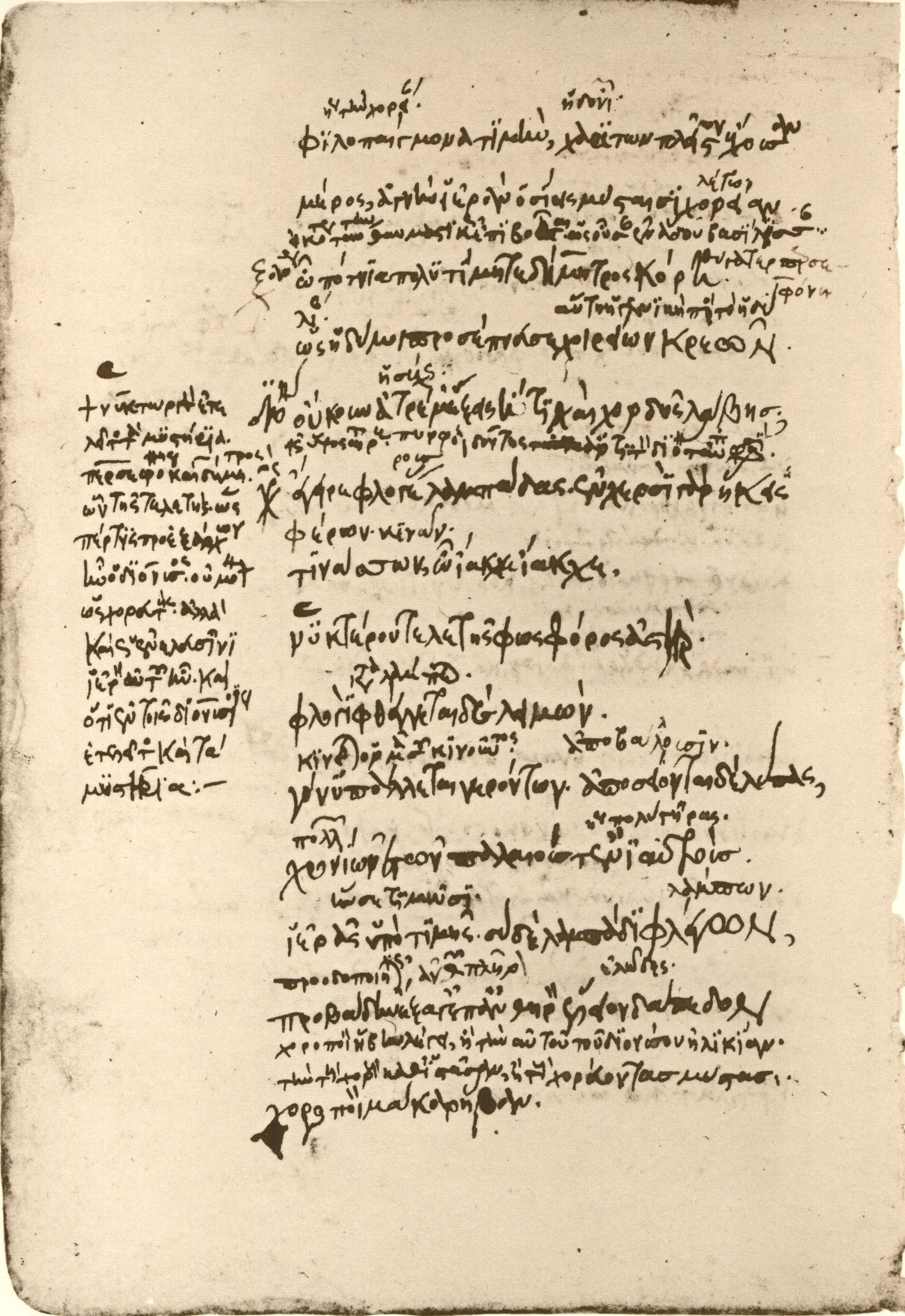
Die Frösche (mit Scholien) in der 1362 geschriebenen Handschrift Rom, Biblioteca Apostolica Vaticana, Vaticanus graecus 918, fol. 116v

Die Frösche (altgriechisch Βάτραχοι Bátrachoi) ist eine antike griechische Komödie des Aristophanes. Uraufgeführt wurde sie wahrscheinlich 405 v. Chr.

## Inhalt
Da sich Athen politisch wie kulturell in schlechtem Zustand befindet, reist Dionysos mit seinem Sklaven Xanthias in die Unterwelt, um einen bereits verstorbenen bedeutenden Dichter wieder ins Diesseits zu führen. Nach einer Diskussion mit Herakles über den besten Weg dorthin, gelangen sie bei Charon an, der aber nur Dionysos in seinem Boot akzeptiert, während Xanthias laufen muss. Im Verlauf der Überfahrt fühlt sich der Gott von den quakenden Fröschen gestört.
In der Unterwelt angekommen, verkleidet sich Dionysos als Herakles. Da dem Halbgott aber nicht alle Bewohner des Totenreichs wohlgesinnt sind, wechselt er mehrfach mit seinem Sklaven die Kleidung und bringt damit auch Hades’ Diener Aiakos in Verwirrung. Sogar dessen Versuch, den Gott anhand einer Folterprobe zu identifizieren, schlägt fehl.
Durch ein Gespräch zwischen Xanthias und Aiakos stellt sich heraus, dass Aischylos den Ehrenplatz an Hades’ Seite innehatte. Nach Euripides’ Einzug in die Unterwelt errang er dort aber große Popularität und erwies sich als ernsthafter Konkurrent. Dionysos lässt beide in einem Wettstreit antreten, ohne aber zunächst den Grund zu offenbaren. Die beiden Dichter loben nun wechselweise ihre eigenen Werke und reden die des jeweils anderen schlecht. Da kein Ergebnis festgestellt werden kann, steigen sie auf Geheiß des Gottes in eine Waage und deklamieren kurze Verse. Sie schlägt dabei stets zu Aischylos’ Gunsten aus. Auch seine Lösungsvorschläge für politische und militärische Probleme finden mehr Anklang. Dionysos nennt nun die Ursache seines Kommens und erklärt Aischylos zum Sieger. Hades erlaubt dem Dramatiker, wieder auf die Erde zurückzukehren und bittet den Weingott zugleich, den derzeitigen Beherrschern und Spitzenbeamten Athens auszurichten, sie mögen bald ins Totenreich eintreten.

## Dramaturgie
Zwei Handlungsstränge werden miteinander verknüpft: Die Fahrt des Dionysos in die Unterwelt als Abenteuergeschichte nach dem Muster des Herakles kann jedoch nicht zur Identifikation des Helden dienen, da die Grenzüberschreitung keine Herausforderung darstellt. Der Held wird „im Off“ identifiziert. Der zweite Handlungsstrang ist der Wettstreit der Dichter, der weder durch philologische noch naturwissenschaftliche Kriterien entschieden werden kann. Erst das Eingreifen Plutons führt die Handlungsstränge zusammen und lässt Aischylos obsiegen, da er momentan die bessere Wahl darstellt.

## Rezeption und Übersetzungen
Anspielungen auf die Komödie finden sich in Gerhart Hauptmanns Die versunkene Glocke und James Joyce’ Finnegans Wake.
Eines der bedeutendsten Werke des englischen Komponisten Walter Leigh ist dessen Bühnenmusik zu Aristophanes’ Die Frösche aus dem Jahr 1936.
Der Musical-Komponist Stephen Sondheim machte den Stoff zum Inhalt seines Stücks The Frogs, das Mitte der 70er im Swimming-Pool der Yale University aufgeführt wurde. 2004 gab es einen Broadwayrun in überarbeiteter Fassung mit zusätzlichen Songs. Unter Regisseurin Susan Stroman agierten die Stars Nathan Lane und Roger Bart.
Deutschsprachige Übersetzungen wurden u. a. von Ludwig Seeger und Heinz Heubner (1951) besorgt.
Im Jahr 2023 wurde Frogs veröffentlicht, eine filmische Adaption von Aristophanes’ Komödie; darüber hinaus bestehen Bezüge zu Euripides’ Alkestis, Platons Symposion und dem Parodie-Epos Froschmäusekrieg.

## Textausgaben und Übersetzungen
- Niklas Holzberg (Hrsg.): Aristophanes, Die Frösche. Reclam, Stuttgart 2011 (mit Übersetzung)
- Aristophanes: Βάτραχοι : The Frogs of Aristophanes. The Greek Text Revised. Bell, London  1902 (Digitalisat)